# 7月26日
7月26日（しちがつにじゅうろくにち）は、グレゴリオ暦で年始から207日目（閏年では208日目）にあたり、年末まであと158日ある。

## できごと
- 811年 - ブルガリア・東ローマ戦争: プリスカの戦い（ヴルビツァ峠の戦い）。第一次ブルガリア帝国のハーン・クルムが東ローマ帝国を破る。東ローマ皇帝ニケフォロス1世は戦死、息子のスタウラキオスも重傷を負う。
- 1469年 - 薔薇戦争: エッジコート・ムーアの戦い。
- 1580年 - 皆既月食中に「土星食」が発生[1]。
- 1581年 - 八十年戦争: ネーデルラントの北部7州がスペイン王フェリペ2世の統治権を否認。
- 1788年 - ニューヨーク州がアメリカ合衆国憲法に批准し、アメリカ合衆国11番目の州となる。
- 1798年（寛政10年6月13日） - 本居宣長の『古事記伝』全44巻が完成。
- 1822年 - ホセ・デ・サン＝マルティンとシモン・ボリバルがグアヤキルで会談。 (en:Guayaquil conference)
- 1847年 - アメリカ合衆国の解放奴隷によって建設された再移住区・リベリアが、憲法を制定して独立を宣言。
- 1863年 - 南北戦争: モーガンの襲撃が終了。
- 1866年 - プロイセン王国とオーストリア帝国がニコルスブルク仮条約を締結。
- 1882年 - リヒャルト・ワーグナーの楽劇『パルジファル』がバイロイト祝祭劇場で初演[2]。
- 1887年 - ルドヴィコ・ザメンホフが作ったエスペラントの最初の学習書『Unua Libro』が出版される。
- 1908年 - アメリカ合衆国司法省内に捜査局（BOI、後のアメリカ連邦捜査局〈FBI〉）を設立。
- 1918年 - 下関駅構内で軍用火薬が爆発。27人死亡、106人重軽傷[3]。
- 1930年 - 沖縄県で台風による暴風雨、高潮が発生。死亡・行方不明20人、家屋2160戸が損壊するなどの被害[4]。
- 1937年 - 広安門事件: 盧溝橋事件の直後、中国第38師団が、北京の広安門を通過中の朝鮮軍第20師団五ノ井部隊を襲撃。この両事件を口実に華北駐屯日本軍は 28日総攻撃を開始し、日中戦争に突入した。
- 1940年 - 大東亜新秩序、国防国策体制を明記した基本国策要綱が閣議決定。
- 1941年 - 第二次世界大戦: イギリスおよびイギリス連邦各国が日英通商航海条約の破棄を通告し、日本の資産を凍結。同日、アメリカも同国内の日本資産の凍結を行った[5]。イギリスと中華民国の間で不平等条約改正に合意する交換公文が署名される。
- 1945年 - 第二次世界大戦: イギリス・アメリカ合衆国・中華民国3国の首脳が大日本帝国に向けてポツダム宣言を発表。
- 1945年 - イギリス総選挙の開票が行われ、ウィンストン・チャーチル首相の保守党がクレメント・アトリー率いる労働党に敗れる。ポツダム会談中のチャーチルは帰国。
- 1945年 - 第二次世界大戦: 広島・長崎に投下されることになる、原子爆弾の弾頭を載せた巡洋艦「インディアナポリス」が、サイパン・テニアンに到着。
- 1946年 - 日本プロ野球の大阪タイガース対パシフィック戦が試合時間55分で最短記録。1-0で大阪タイガーズの勝ち。
- 1947年 - ハリー・S・トルーマン米大統領が国家安全保障法（NSA）に署名し発効。これにより国家安全保障会議（NSC）・国家軍政省（後の国防総省）・中央情報局（CIA）が設置。
- 1950年 - 朝鮮戦争: 老斤里事件が起こる。
- 1951年 - 北海道札幌市内を走行中の札幌中央バスから出火。火元は車内にあった映画フィルム。死者12人、重軽傷者32人[6]。
- 1952年 - エジプト革命: エジプト王ファールーク1世が廃位され、ヨーロッパへ亡命。生後半年のフアード2世が即位。
- 1953年 - キューバ革命・7月26日運動: フィデル・カストロ率いる小隊がモンカダ兵営を襲撃、キューバ革命の端緒となる。
- 1953年 - 神奈川県早雲山で地すべりが発生。死傷者28人。
- 1956年 - エジプトのガマール・アブドゥン＝ナーセル大統領がスエズ運河の国有化を宣言。これにイギリス・フランスが反発し、第二次中東戦争（スエズ動乱）のきっかけとなる。
- 1958年 - アメリカで地球観測衛星「エクスプローラー4号」打ち上げ。
- 1963年 - スコピエ地震。
- 1963年 - 初の対地同期軌道通信衛星であるシンコム2号打ち上げ。
- 1963年 - 経済協力開発機構（OECD）が日本の加盟を承認。翌年4月28日に正式加盟。
- 1965年 - モルディブがイギリスより独立。
- 1971年 - アメリカの有人月宇宙船アポロ15号が打ち上げ[7]。
- 1981年 - 福岡市地下鉄空港線の室見駅 - 天神駅間が開業。福岡市地下鉄の最初の開業区間。
- 1989年 - Morris wormを作成したコーネル大学の学生ロバート・T・モリスが、同ワームを作ったことによるコンピュータ詐欺および不正使用取締法違反で告発される。モリスは後日MIT教授に就任。
- 1992年 - 第16回参議院議員通常選挙。
- 1993年 - アシアナ航空733便墜落事故。
- 1996年 - アトランタオリンピックにて野村忠宏が金メダル。
- 1999年 - カシミール紛争・印パ戦争: カルギル紛争が終結。
- 1999年 - Bluetooth仕様書バージョン1.0発表。
- 1999年 - 国会審議活性化法が成立。
- 2005年 - STS-114ミッションでスペースシャトル「ディスカバリー」が打ち上げ。2003年のコロンビア号空中分解事故以来初のシャトル打ち上げ。
- 2012年 - ロンドンオリンピックの男子サッカーで、日本代表がスペイン代表を1対0で破る金星を上げる[8]。
- 2016年 - 相模原障害者施設殺傷事件が発生。知的障害者施設に入所していた知的障害者45名が刃物で襲われ、入所者19名が死亡、26名が負傷した[9]。
- 2018年 - オウム真理教事件に関与した死刑囚13人のうち、7月6日に死刑執行された7人に続いて残る6人の死刑を執行、一連の事件について死刑確定囚全員の死刑執行が完了[10]。
- 2021年 - 原爆投下直後に降った「黒い雨」を巡る集団訴訟で、国の援護対象区域外にいた広島市などの住民ら84人の原告全員を被爆者と認めた広島高裁判決について、日本政府が上告を断念する方針を表明[11]。
- 2022年 - 秋葉原通り魔事件の死刑囚の死刑を執行[12]。
- 2024年 - パリオリンピックが開催。

## 誕生日

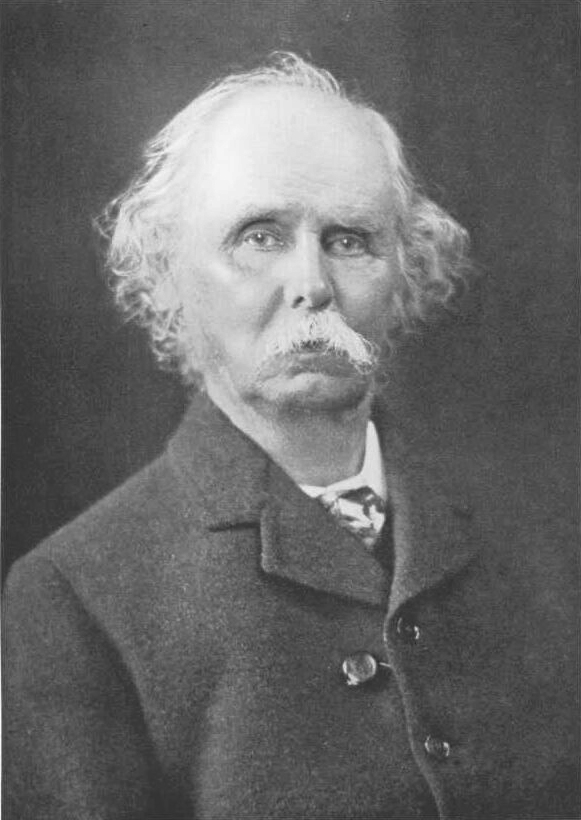
新古典派の経済学者アルフレッド・マーシャル(1842-1924)誕生。

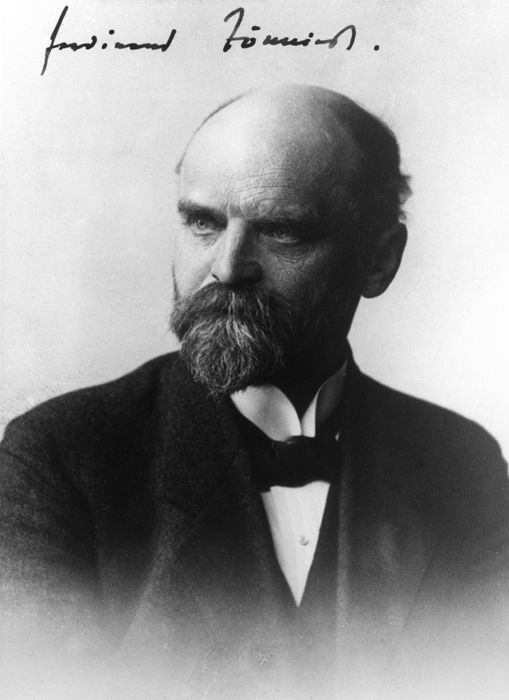
社会学者フェルディナント・テンニース(1855-1936)誕生。

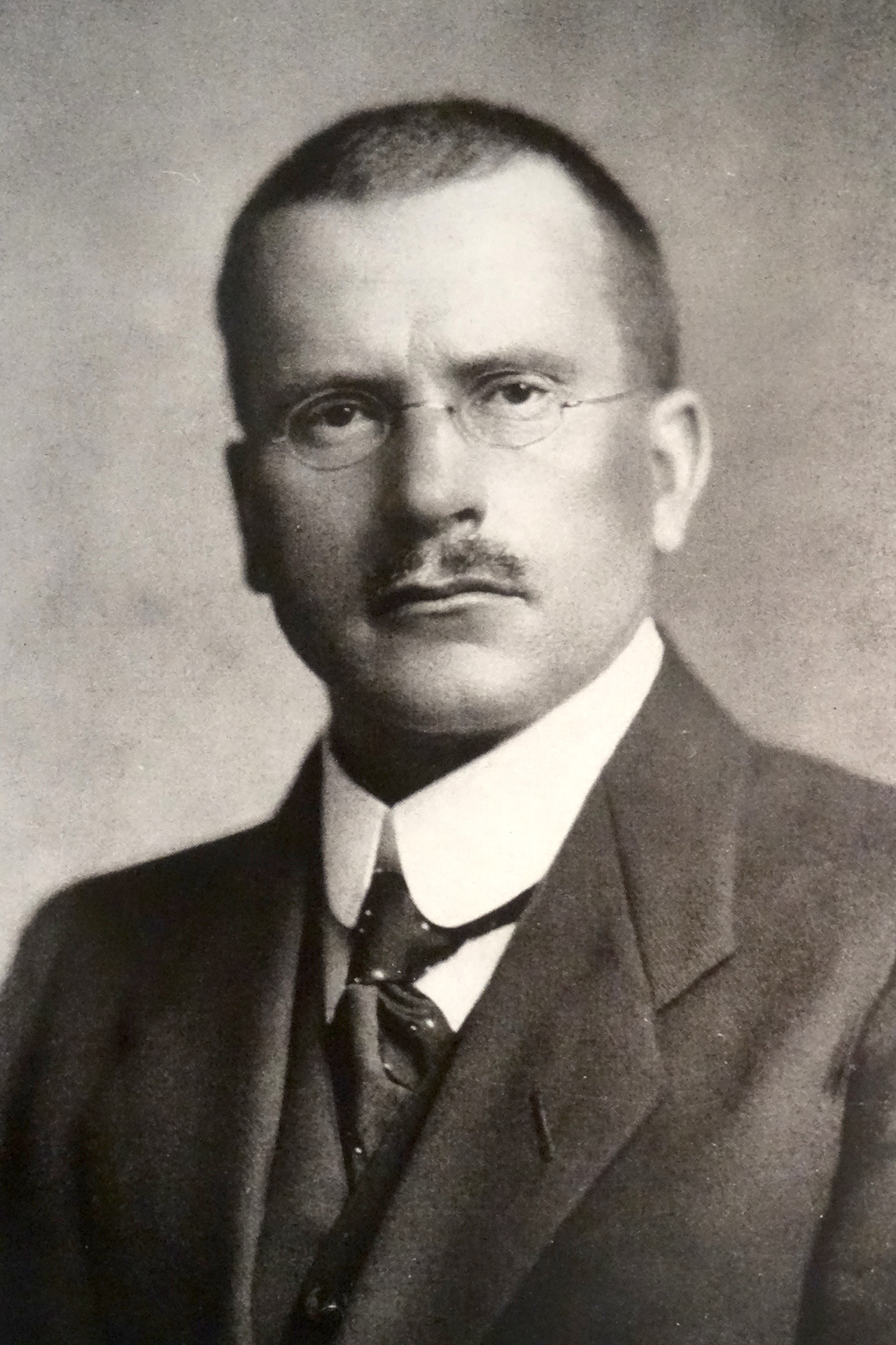
分析心理学の創始者、心理学者カール・グスタフ・ユング(1875-1961)誕生。

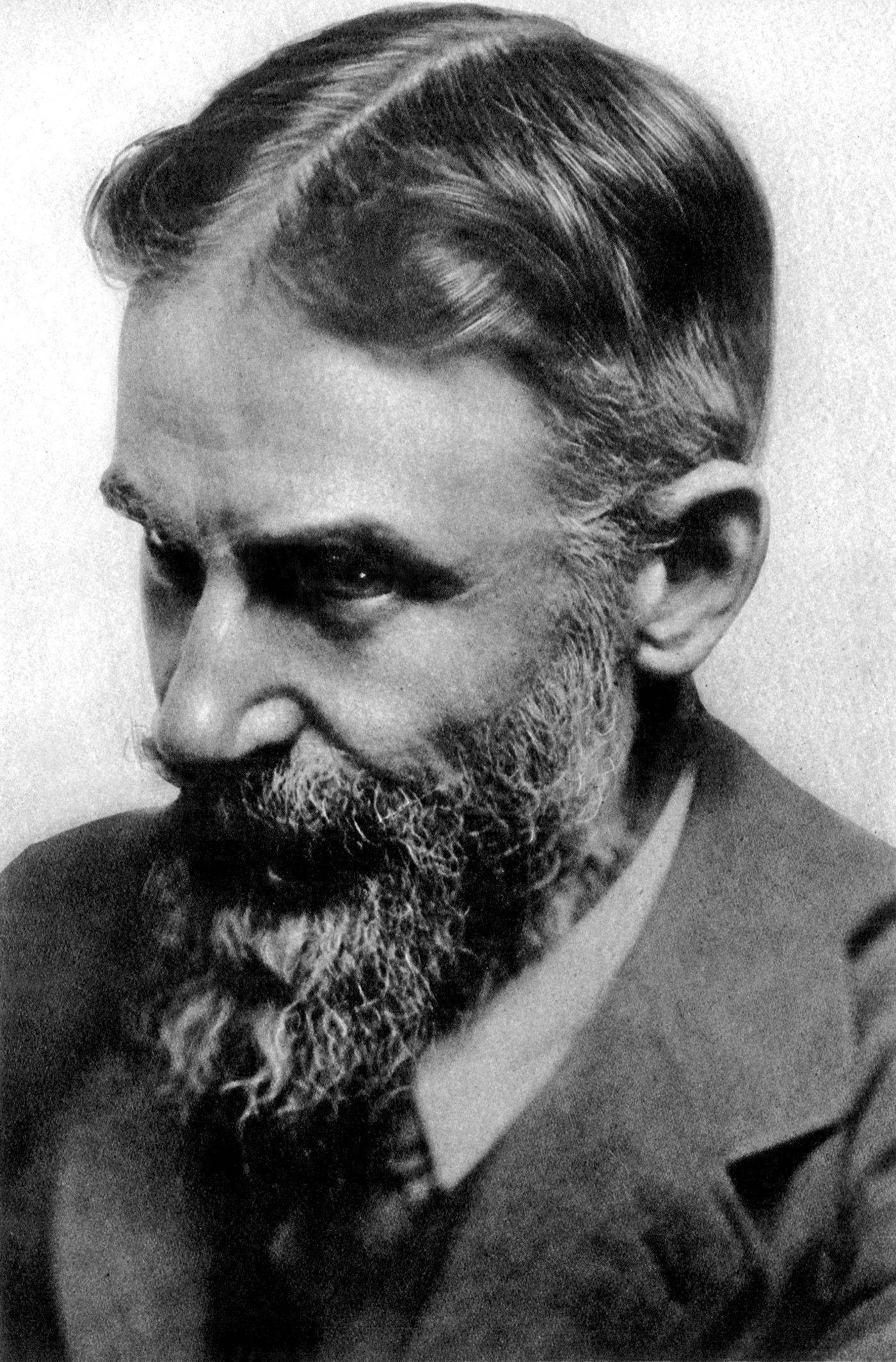
劇作家・批評家、ジョージ・バーナード・ショー(1856-1950)誕生。

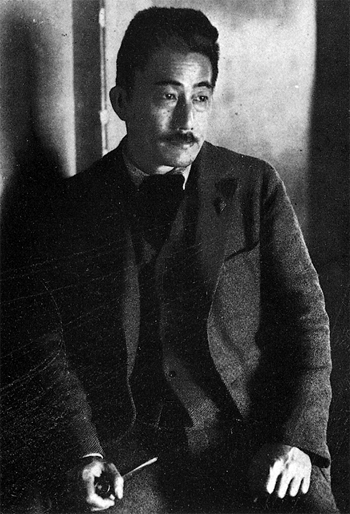
劇作家・批評家、「新劇の父」小山内薫(1881-1928)誕生。

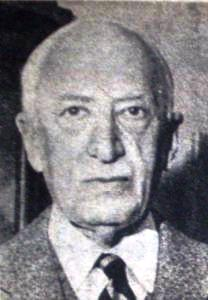
作家アンドレ・モーロワ(1885-1967)誕生。

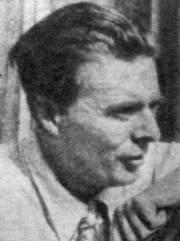
作家オルダス・ハクスリー(1894-1963)誕生。

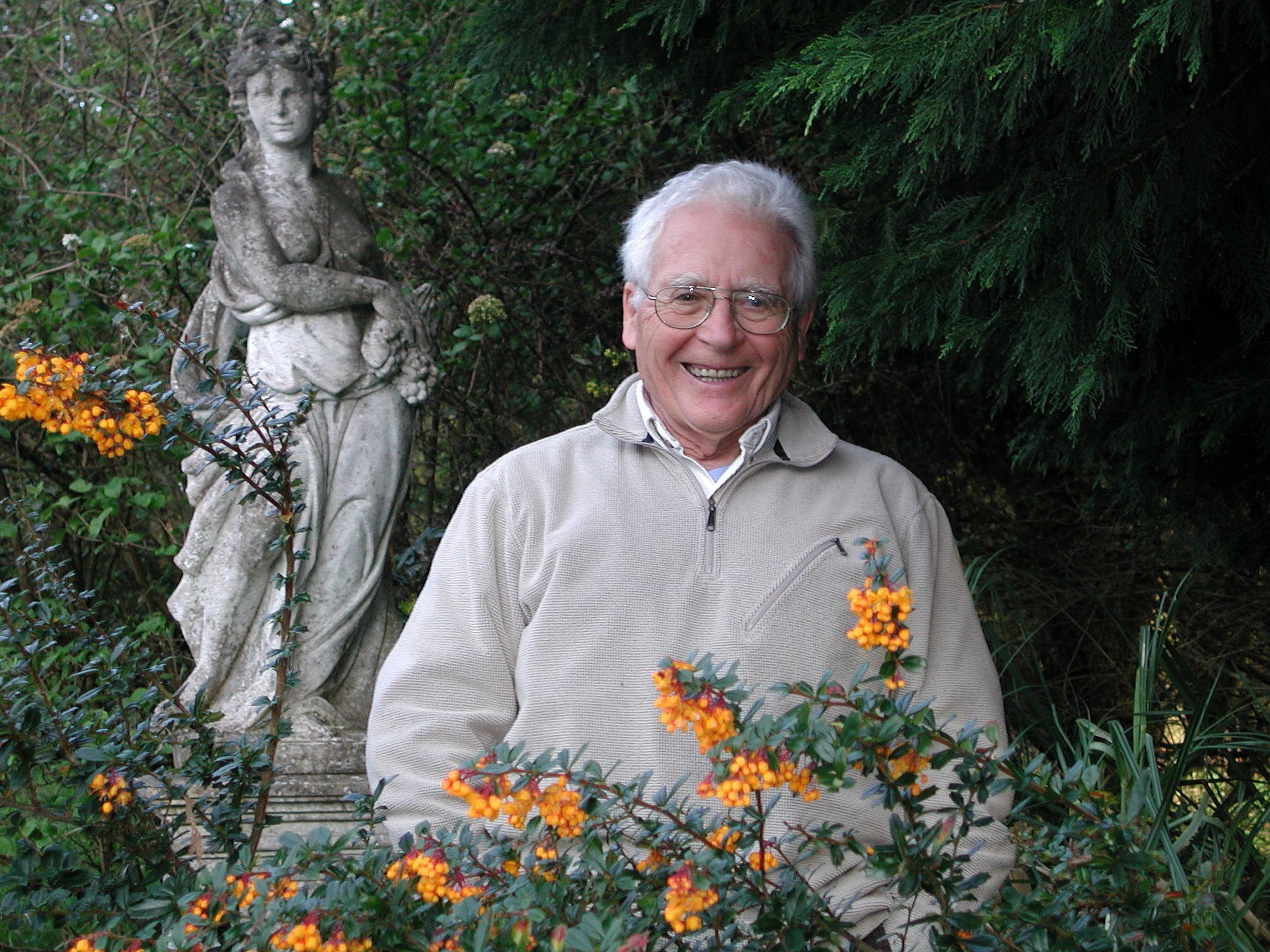
ガイア理論の提唱者、作家・科学者ジェームズ・ラブロック(1919-2022)誕生。

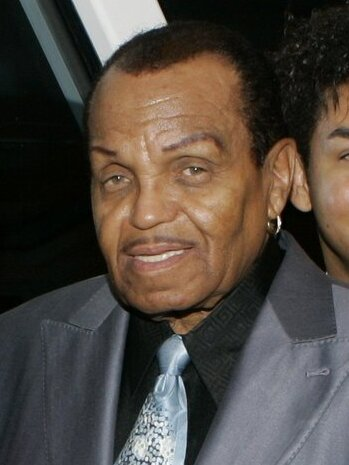
ミュージシャンジョセフ・ジャクソン(1928-2018)誕生。

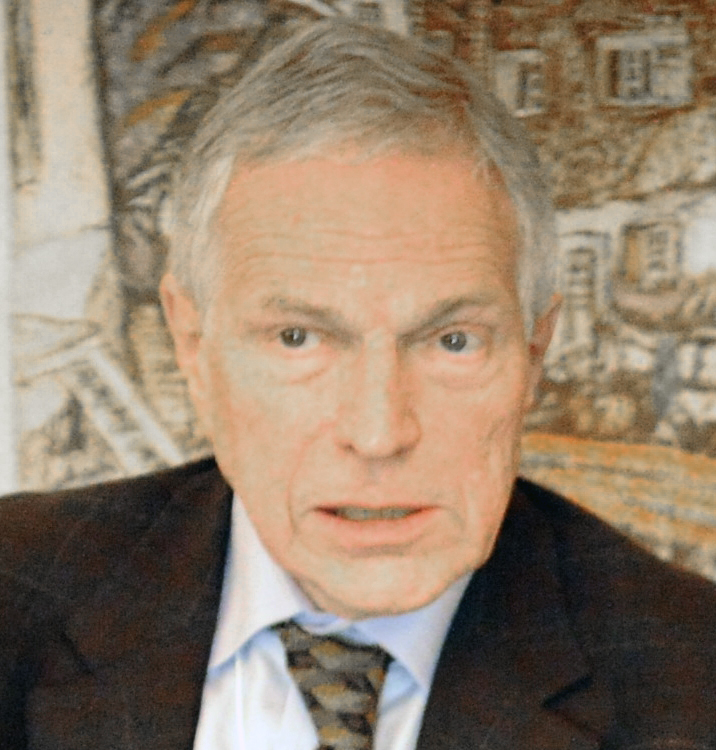
経済学者エドムンド・フェルプス(1933-)誕生。

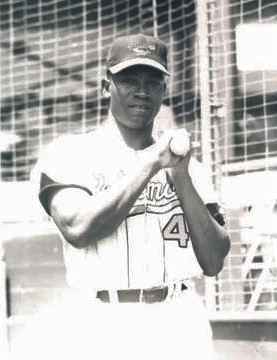
メジャーリーグ野球選手ルー・ジャクソン(1935-1969)誕生。

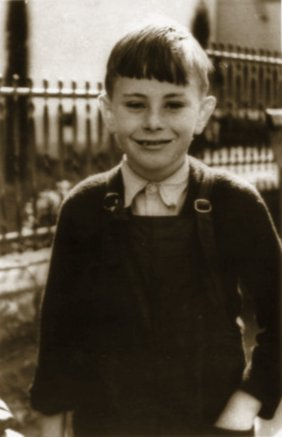
第25代オーストラリア首相ジョン・ハワード(1939-)誕生。

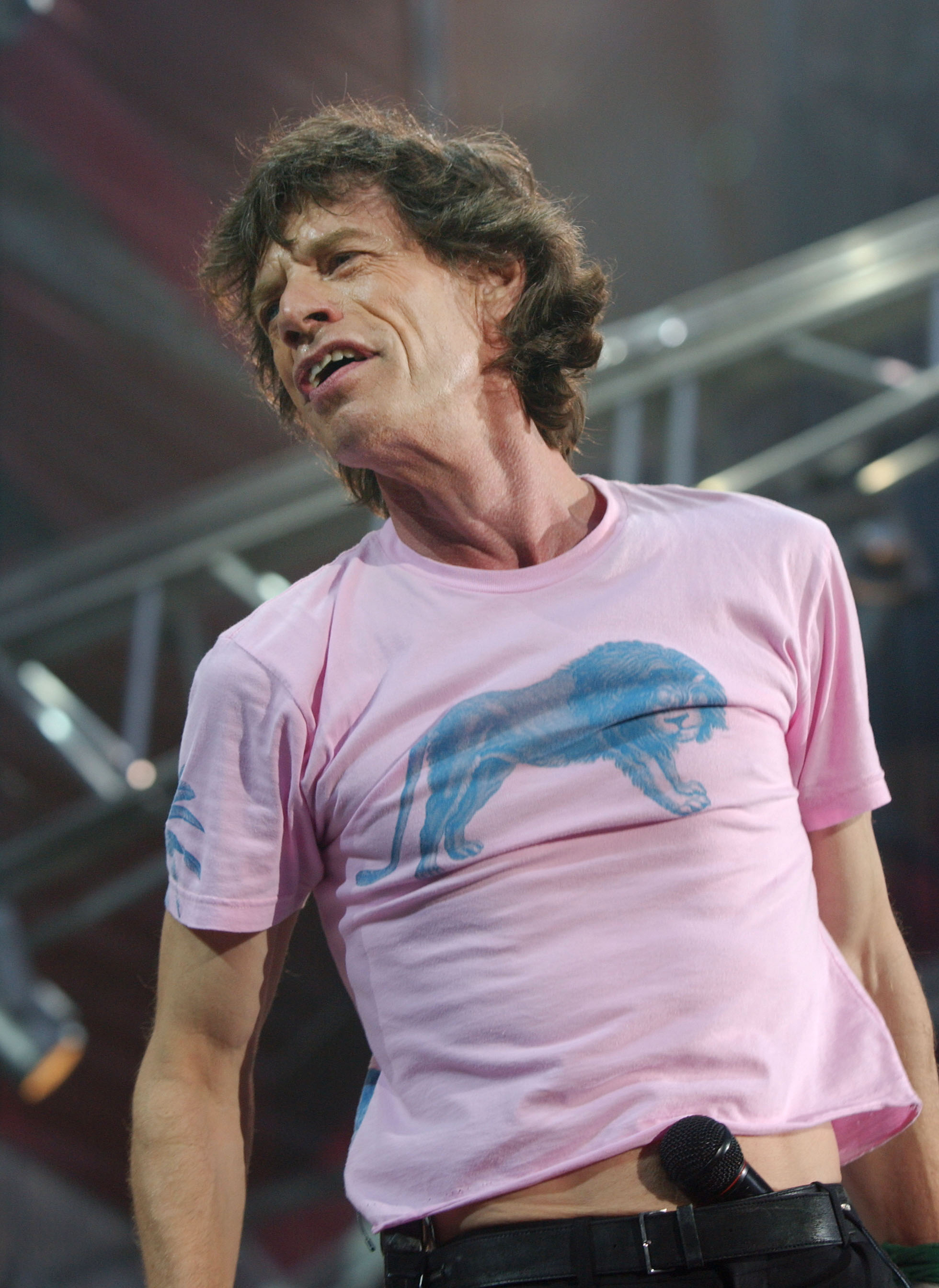
ミュージシャンミック・ジャガー(1943-)誕生。

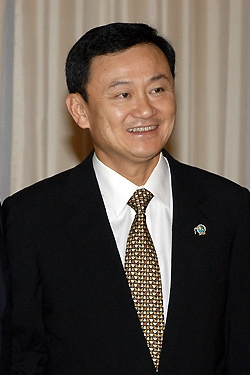
第23代タイ王国首相タクシン・シナワット(1949-)誕生。

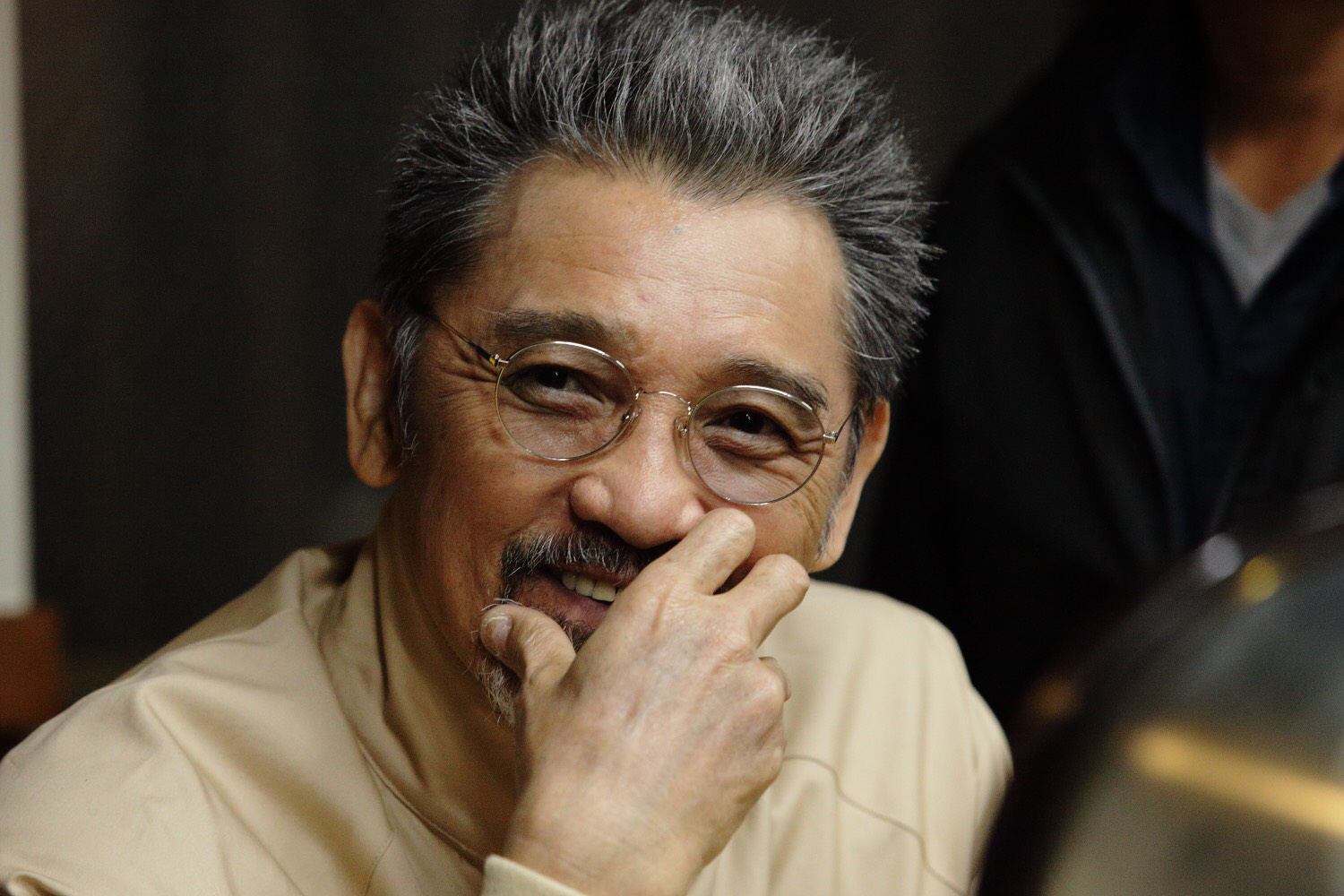
俳優・歌手萩原健一(1920-2019)誕生。

- 1678年 - ヨーゼフ1世、神聖ローマ皇帝（+ 1711年）
- 1782年 - ジョン・フィールド、作曲家（+ 1837年）
- 1783年（天明3年6月27日） - 松平直寛、第8代出雲国広瀬藩主（+ 1850年）
- 1791年 - フランツ・クサーヴァー・モーツァルト、作曲家（+ 1844年）
- 1796年 - ジョージ・カトリン、画家（+ 1872年）
- 1802年 - マリアノ・アリスタ、政治家、メキシコ大統領（+ 1855年）
- 1815年 - ロベルト・レーマク、生理学者（+ 1865年）
- 1829年 - オーギュスト・ベールナールト、政治家（+ 1912年）
- 1842年 - アルフレッド・マーシャル、経済学者（+ 1924年）
- 1851年（嘉永4年6月28日） - 土井利与、第7代下総国古河藩主（+ 1929年）
- 1855年 - フェルディナント・テンニース、社会学者（+ 1936年）
- 1856年 - ジョージ・バーナード・ショー、劇作家（+ 1950年）
- 1865年 - フィリップ・シャイデマン、ドイツ国首相、ドイツ社会民主党党首（+ 1939年）
- 1873年 - 野口遵、実業家、日窒コンツェルン創業者（+ 1944年）
- 1874年 - セルゲイ・クーセヴィツキー、指揮者（+ 1951年）
- 1875年 - カール・グスタフ・ユング、心理学者（+ 1961年）
- 1876年 - アーネスト・シェリング、ピアニスト、指揮者、作曲家（+ 1939年）
- 1877年 - ジェシー・リバモア、投機家（+ 1940年）
- 1879年 - 畑俊六、陸軍軍人（+ 1962年）
- 1881年 - 小山内薫、劇作家、演出家（+ 1928年）
- 1885年 - アンドレ・モーロワ、小説家（+ 1967年）
- 1891年 - 宇野浩二、小説家（+ 1961年）
- 1893年 - ジョージ・グロス、画家（+ 1959年）
- 1894年 - オルダス・ハクスリー、作家（+ 1963年）
- 1897年 - ポール・ギャリコ、小説家（+ 1976年）
- 1901年 - 高橋ふみ、哲学者（+ 1945年）
- 1902年 - 小笠原章二郎、俳優（+ 1974年）
- 1906年 - 坂本直行、画家（+ 1982年）
- 1907年 - アンドレ・ジェルトレル、ヴァイオリニスト（+ 1998年）
- 1919年 - ジェームズ・ラブロック、科学者、作家（+ 2022年）
- 1919年 - 上野衣子、フィギュアスケート指導者・選手、国際スケート連盟公式審判員（+ 1913年）
- 1922年 - ジェイソン・ロバーズ、俳優（+ 2000年）
- 1922年 - ブレイク・エドワーズ、映画監督（+ 2010年）
- 1923年 - ホイト・ウィルヘルム、元プロ野球選手（+ 2002年）
- 1924年 - 伊藤健一、元プロ野球選手
- 1928年 - 牧野茂、元プロ野球選手（+ 1984年）
- 1928年  - スタンリー・キューブリック、映画監督（+ 1999年）
- 1928年 - フランチェスコ・コッシガ、政治家、元イタリア大統領（+ 2010年）
- 1928年 - ジョセフ・ジャクソン、ミュージシャン（+ 2018年）
- 1929年 - アレクシス・ワイセンベルク、ピアニスト （+ 2012年）
- 1930年 - 鍵谷幸信、英文学者、詩人、音楽評論家（+ 1989年）
- 1930年 - グレン・ミケンズ、元プロ野球選手（+ 2019年）
- 1931年 - 小野喬、体操選手
- 1931年 - 石鉢勝美、元プロ野球選手
- 1933年 - エドムンド・フェルプス、経済学者
- 1933年 - 吉田義男、元プロ野球選手（+ 2025年）
- 1934年 - 杉浦正健、政治家
- 1934年 - 森山周一郎、俳優（+ 2021年）
- 1935年 - 高橋武生、検察官、弁護士（+ 2013年）
- 1935年 - ルー・ジャクソン、プロ野球選手（+ 1969年）
- 1936年 - 大川恵子、女優
- 1936年 - 上田亮三郎、サッカー指導者
- 1937年 - 田中喜八郎、元プロ野球選手
- 1938年 - 三平晴樹、元プロ野球選手（+ 2016年）
- 1938年 - アルベルト・フジモリ、政治家、第91代ペルー大統領（+ 2024年）
- 1939年 - 辺見じゅん、歌人、ノンフィクション作家（+ 2011年）
- 1939年 - ジョン・ハワード、政治家、第25代オーストラリア首相
- 1941年 - ダーレン・ラヴ、歌手、女優
- 1942年 - 近藤駿介、原子力工学者、東京大学名誉教授
- 1942年 - 久保田千太郎、脚本家、漫画原作者（+ 2008年）
- 1943年 - 岡部晃彦、元アナウンサー
- 1943年 - ミック・ジャガー、ミュージシャン
- 1943年 - ピーター・ハイアムズ、映画監督
- 1944年 - 羽里功、元プロ野球選手
- 1944年 - ベティ・デイヴィス、歌手、シンガーソングライター、モデル（+ 2022年）
- 1945年 - 笠井幹夫、声楽家、オペラ歌手
- 1945年 - ヘレン・ミレン、女優
- 1945年 - 上村修三郎、歯科医師、歯学者（+ 2002年）
- 1947年 - 尾瀬あきら、漫画家
- 1947年 - 松岡弘、元プロ野球選手
- 1948年 - 藤原栄子、漫画家
- 1949年 - 土田早苗、女優
- 1949年 - 松井博和、農学者、北海道大学名誉教授
- 1949年 - ロジャー・テイラー、ミュージシャン
- 1949年 - タクシン・シナワット、政治家、元タイ首相
- 1950年 - 梶原しげる、フリーアナウンサー、タレント
- 1950年 - 鈴木直志、アナウンサー
- 1950年 - 林忠行、国際政治学者
- 1950年 - 若林義春、政治家
- 1950年 - 宮本好宣、元プロ野球選手
- 1950年 - 萩原健一、俳優（+ 2019年）
- 1951年 - 三崎一平、歌手、ギタリスト（ロス・インディオス）
- 1951年 - 奥薗満、元プロ野球選手
- 1954年 - 河原井正雄、アマチュア野球指導者
- 1955年 - 三木正浩、実業家、ABCマート創業者
- 1955年 - デビッド・イシイ、プロゴルファー
- 1955年 - 飛鳥裕子、女優（+ 2011年）
- 1956年 - ドロシー・ハミル、フィギュアスケート選手
- 1957年 - ユン・ピョウ、アクション俳優
- 1958年 - 高泉淳子、女優、演出家
- 1958年 - 牧原俊幸、アナウンサー
- 1958年 - アンジェラ・ヒューイット、ピアニスト
- 1959年 - 寺田正美、ミュージシャン（スターダストレビュー）
- 1959年 - 山沖之彦、元プロ野球選手
- 1959年 - 副島博志、元サッカー選手、指導者
- 1959年 - ケヴィン・スペイシー、俳優
- 1959年 - 杜けあき、女優
- 1959年 - 宮田孝誠、プロゴルファー
- 1960年 - 国沢道雄、元プロ野球選手
- 1961年 - 松居慶子、ジャズピアニスト
- 1961年 - ゲイリー・シェローン、ミュージシャン（元エクストリーム、ヴァン・ヘイレン）
- 1962年 - ガリナ・チスチャコワ、陸上競技選手（走幅跳）
- 1962年 - セルゲイ・キリエンコ、政治家
- 1963年 - 谷島美砂、ミュージシャン (GO-BANG'S)
- 1963年 - 柳沢三千代、声優、ナレーター
- 1963年 - 大八木千尋、体操選手
- 1963年 - 古川慎一、元プロ野球選手
- 1964年 - 鳴呼拓三、俳優、お笑い芸人
- 1964年 - 橋本浩志、声優
- 1964年 - サンドラ・ブロック、女優
- 1965年 - 福田淳、実業家、スピーディ社長
- 1965年 - ノッチ、お笑い芸人（デンジャラス）
- 1965年 - 廣紀江、元バレーボール選手
- 1965年- アンドレア・トファネッリ、トランペット奏者
- 1966年 - 海谷厚志、運輸・国土交通官僚
- 1966年 - 村上亜希子、アナウンサー
- 1967年 - ジェイソン・ステイサム、俳優
- 1968年 - 小島奈津子、アナウンサー
- 1969年 - 守谷香、歌手、女優
- 1969年 - 萩原康、元野球選手
- 1969年 - アンドレイ・オクンコフ、数学者
- 1970年 - 内田博幸、騎手
- 1970年 - 外山恒一、政治活動家、革命家
- 1970年 - INO hidefumi、音楽家
- 1971年 - 桜庭一樹、作家
- 1971年 - 平江巌、元プロ野球選手
- 1972年 - マーク・リチャードソン、陸上競技選手
- 1973年 - くまだまさし、お笑い芸人
- 1973年 - 島岡健太、元サッカー選手、指導者
- 1973年 - 高田昌明、元サッカー選手、指導者
- 1973年 - ケイト・ベッキンセイル、俳優
- 1974年 - 奥野誠一郎、元サッカー選手
- 1975年 - 瀬尾公治、漫画家
- 1975年 - 吉田鉄太郎、アナウンサー
- 1975年 - ジョー・スミス、バスケットボール選手
- 1975年 - リズ・トラス、政治家
- 1976年 - 三輪敬司、元プロ野球選手
- 1977年 - 中村俊太、ゴルフインストラクター、元俳優
- 1977年 - 山内千代文、構成作家、芸人
- 1977年 - 吉田良一郎、津軽三味線奏者（吉田兄弟）
- 1977年 - タニヤ・シェフチェンコ、フィギュアスケート選手
- 1978年 - 斉藤梨絵、声優
- 1978年 - 鈴木陽平、元サッカー選手、指導者
- 1979年 - 佐野優子、元バレーボール選手
- 1979年 - デレク・パラヴィチーニ、ピアニスト
- 1980年 - 升望、声優
- 1980年 - 合田智子、元野球選手
- 1980年 - 宮澤健太郎、元野球選手
- 1980年 - ジャシンダ・アーダーン、政治家、第40代ニュージーランド首相
- 1980年 - ジェイソン・ボッツ、元プロ野球選手
- 1981年 - マイコン、サッカー選手
- 1982年 - 板垣龍佑、テレビ東京アナウンサー
- 1982年 - 森本悠馬、元サッカー選手、指導者
- 1982年 - 双大竜亮三、元大相撲力士
- 1983年 - 加藤大志、元サッカー選手、指導者
- 1983年 - 岩川美花、プロボクサー
- 1984年 - 丘みどり、演歌歌手
- 1984年 - 濵﨑真也、政治家、 東京都国立市長
- 1984年 - ケビン・ジェプセン、元プロ野球選手
- 1985年 - 金子祐史、俳優、ナレーター
- 1985年 - 加藤夏希、タレント
- 1985年 - 海老谷浩、コメディアン
- 1985年 - いしかわえみ、漫画家
- 1985年 - 中土居宏宜、元歌手（元Lead）
- 1985年 - アンドレイ・グリアゼフ、フィギュアスケート選手
- 1985年 - ガエル・クリシー、元サッカー選手
- 1986年 - 藍、漫画家
- 1986年 - 小川麻衣子、漫画家
- 1986年 - 佐藤達也、元プロ野球選手
- 1986年 - 鈴木成津子、元バスケットボール選手
- 1987年 - 荒木貴裕、プロ野球選手
- 1987年 - 金久保順、元サッカー選手
- 1987年 - パナギオティス・コネ、サッカー選手
- 1987年 - フレディ・モンテーロ、サッカー選手
- 1988年 - 秋元才加、タレント（元AKB48）
- 1988年 - 藤井香愛、歌手
- 1988年 - 原田百合果、ファッションモデル
- 1988年 - 近江友里恵、元アナウンサー
- 1988年 - 大竹秀義、元プロ野球選手
- 1988年 - 鄭凱文、プロ野球選手
- 1989年 - 久米優佑、ミュージシャン、ギタリスト
- 1989年 - 福田真生、元バスケットボール選手
- 1989年 - 楊超、元フィギュアスケート選手
- 1990年 - 日美野梓、女優
- 1990年 - 杉本夏希、女優
- 1990年 - 木下美咲、女優
- 1990年 - 山田千晴、元女優
- 1990年 - ウェベルトン・コヘイヤ・ドス・サントス、サッカー選手
- 1990年 - パヌサンタ・クレンティラン、サッカー選手
- 1990年 - フィービー・ディ・トマソ、フィギュアスケート選手
- 1991年 - 高沢里奈、モデル、女優
- 1991年 - 和井みずき、声優
- 1991年 - 吉田知那美、カーリング選手（ロコ・ソラーレ）
- 1992年 - 原泉、元プロ野球選手
- 1993年 - テイラー・モンセン、女優
- 1993年 - エリザベス・ギリース、女優
- 1993年 - 片渕茜、アナウンサー
- 1993年 - トミー、YouTuber（水溜りボンド）
- 1994年 - 木内梨生奈、タレント
- 1995年 - mekakushe、シンガーソングライター
- 1995年 - 小南拓人、やり投げ選手
- 1996年 - 北川航也、サッカー選手
- 1996年 - 鳥海由佳、サッカー選手
- 1997年 - 森保まどか、タレント、元アイドル (元HKT48)
- 1997年 - 多屋来夢、ファッションモデル
- 1998年 - さくらまや、演歌歌手
- 1998年 - 澁谷善ヘイゼル、アナウンサー
- 1998年 - 菊地駿弥、陸上競技選手
- 1999年 - 遠藤由実、女優
- 1999年 - 山下美月、女優、ファッションモデル（元乃木坂46）
- 1999年 - 浦野モモ、アナウンサー
- 1999年 - 三宅紗蘭、陸上競技選手
- 1999年 - 根井大輝、プロ野球選手
- 2000年 - 田中あいみ、演歌歌手
- 2000年 - 高麗稜太、サッカー選手
- 2002年 - 百瀬拓実、俳優
- 2004年 - 三澤瑠斗、俳優
- 2005年 - 青野拓海、プロ野球選手
- 2005年 - 早坂響、プロ野球選手
- 2007年 - 岩永唯伽、キックボクサー
- 生年不詳 - 松田惠美子、女優、元宝塚歌劇団月組トップ娘役
- 生年不詳 - 美東澪、グラビアアイドル
- 生年不詳 - 窪田愛、声優
- 生年不詳 - 山崎雅也、声優
- 生年不詳 - アルコ、漫画家
- 生年不詳 - かわはらなつみ、漫画家
- 生年不詳 - 若菜三千代、気象予報士

## 忌日
- 70年 - 垂仁天皇、第11代天皇（* 紀元前69年）
- 811年 - ニケフォロス1世、東ローマ皇帝（* 760年?）
- 1380年（天授6年/康暦2年6月24日） - 光明天皇、北朝第2代天皇（* 1322年）
- 1471年 - パウルス2世、第211代ローマ教皇（* 1417年）
- 1566年（永禄9年7月10日） - 近衛稙家、公卿（* 1503年）
- 1597年（慶長2年6月12日） - 小早川隆景、戦国武将（* 1533年）
- 1611年（慶長16年6月17日） - 堀尾吉晴、松江藩主（* 1544年）
- 1616年（元和2年6月13日） - 池田利隆、姫路藩主（* 1584年）
- 1630年 - カルロ・エマヌエーレ1世、サヴォイア公（* 1562年）
- 1684年 - エレナ・コルナロ・ピスコピア、哲学者（* 1646年）
- 1728年 - パオロ・デ・マッテイス、画家（* 1662年）
- 1735年（享保20年6月7日） - 蜂須賀宗員、第6代徳島藩主（* 1709年）
- 1802年（享和2年6月27日） - 松本幸四郎 (4代目)、歌舞伎役者（* 1737年）
- 1806年 - カロリーネ・フォン・ギュンダーローデ、詩人（* 1780年）
- 1863年 - サミュエル・ヒューストン、テキサス共和国大統領（* 1793年）
- 1867年 - オソン1世、ギリシャ王（* 1815年）
- 1872年 - アレクサンダー・ウィリアムズ・ランドール、元ウィスコンシン州知事、第25代アメリカ合衆国郵政長官（* 1819年）
- 1872年（明治5年6月21日） - 山内容堂、第15代土佐藩主（* 1827年）
- 1889年 - 木村安兵衛、実業家、木村屋總本店創業者（* 1817年）
- 1915年 - ジェームズ・マレー、言語学者（* 1837年）
- 1919年 - エドワード・ポインター、画家、デザイナー（* 1836年）
- 1925年 - ゴットロープ・フレーゲ、数学者、論理学者、思想家（* 1848年）
- 1926年 - ロバート・トッド・リンカーン、元アメリカ合衆国陸軍長官（* 1843年）
- 1926年 - エラ・アダイェフスカヤ、ピアニスト、作曲家、民族音楽学研究家（* 1846年）
- 1929年 - 山崎直方、地理学者（* 1870年）
- 1934年 - ウィンザー・マッケイ、漫画家、アニメーター（* 1871年）
- 1937年 - ゲルダ・タロー、写真家（* 1910年）
- 1939年 - ジョエル・E・スピンガーン、文芸評論家、教育者（* 1875年）
- 1941年 - アンリ・ルベーグ、数学者（* 1875年）
- 1941年 - ベンジャミン・ウォーフ、言語学者（* 1897年）
- 1944年 - レザー・シャー、イラン・パフラヴィー朝初代国王（* 1878年）
- 1944年 - 伊藤健太郎、プロ野球選手（* 1916年）
- 1945年 - 戸田廉吉、野球選手（* 1901年）
- 1947年 - 増田淳、橋梁設計者（* 1883年）
- 1952年 - エバ・ペロン、アルゼンチンのファン・ペロン大統領夫人（* 1919年）
- 1969年 - 平良辰雄、沖縄群島知事、沖縄社会大衆党初代委員長（* 1892年）
- 1971年 - ダイアン・アーバス、写真家（* 1923年）
- 1977年 - オスカー・モルゲンシュテルン、経済学者（* 1902年）
- 1978年 - メアリー・ブレア、芸術家（* 1911年）
- 1986年 - W・アヴェレル・ハリマン、元ニューヨーク州知事、外交官（* 1891年）
- 1992年 - 大山康晴、将棋棋士（* 1923年）
- 1992年 - メリー・ウェルズ (Mary Wells)、歌手（* 1943年）
- 1993年 - マシュー・リッジウェイ、アメリカ陸軍の将軍、GHQ第2代総司令官（* 1895年）
- 1994年 - 大宜見小太郎、俳優、脚本家、演出家、舞踊家（* 1919年）
- 1994年 - 吉行淳之介、小説家（* 1924年）
- 1995年 - ジョージ・ロムニー、元ミシガン州知事、実業家（* 1907年）
- 1996年 - 伊勢川真澄、元プロ野球選手（* 1921年）
- 1997年 - 小平邦彦、数学者（* 1915年）
- 1998年 - 玉生孝久、政治家（* 1924年）
- 2000年 - 川端民生、ベーシスト（* 1947年）
- 2003年 - ハロルド・C・ショーンバーグ、音楽評論家（* 1915年）
- 2004年 - 山口光秀、大蔵事務次官、東京証券取引所理事長（* 1927年）
- 2004年 - 中島らも、小説家（* 1952年）
- 2005年 - 山鹿誠次、都市地理学者、東京学芸大学名誉教授（* 1916年）
- 2005年 - 岡八朗、喜劇俳優、コメディアン、吉本新喜劇元座長（* 1938年）
- 2008年 - グレース・ホフマン、メゾソプラノ歌手（* 1921年）
- 2008年 - 賀集唱、裁判官、東京高等裁判所元統括判事（* 1924年）
- 2009年 - マース・カニングハム、ダンサー、振付師（* 1919年）
- 2009年 - 山田辰夫、俳優（* 1956年）
- 2010年 - bice、シンガーソングライター（* 1972年）
- 2011年 - 小塚光彦、フィギュアスケート選手（* 1916年）
- 2011年 - 今井凌雪、書家、筑波大学名誉教授（* 1922年）
- 2011年 - 3代目三増紋也、三増流江戸曲独楽の曲独楽師（* 1925年）
- 2011年 - 小松左京、SF作家（* 1931年）
- 2011年 - 西口勇、政治家、元大阪府守口市市長（* 1945年）
- 2012年 - ジェームズ・ワトキンス、海軍軍人、政治家、第22アメリカ合衆国海軍作戦部長、第6代エネルギー省長官（* 1927年）
- 2013年 - 中村勝己、経済史研究者、慶應義塾大学名誉教授（* 1924年）
- 2015年 - 竹島紀元、編集者、映画監督、元鉄道ジャーナル社長（* 1926年）
- 2015年 - 篠田和久、実業家、王子製紙（現王子ホールディングス）元社長（* 1946年）
- 2015年 - ボビー・クリスティーナ・ブラウン、タレント、歌手（* 1993年）
- 2016年 - 新井馨、政治家、元埼玉県北本市長（* 1927年）
- 2016年 - 中村紘子、ピアニスト（* 1944年）
- 2017年- ジューン・フォーレイ、声優（* 1917年）
- 2017年  - 神蔵器、俳人（* 1927年）
- 2017年 - パウル・アンゲラー、指揮者、作曲家（* 1927年）
- 2017年 - レオ・キヌーネン、レーシングドライバー（* 1943年）
- 2018年 - （オウム真理教事件関係者の死刑執行）
  - 林泰男（小池泰男）、オウム真理教元幹部、テロリスト（* 1957年）
  - 岡﨑一明（宮前一明）、オウム真理教元幹部、テロリスト（* 1960年）
  - 横山真人、オウム真理教元幹部、テロリスト（* 1963年）
  - 広瀬健一、オウム真理教元幹部、テロリスト（* 1964年）
  - 端本悟、オウム真理教元幹部、テロリスト（* 1967年）
  - 豊田亨、オウム真理教元幹部、テロリスト（* 1968年）
- 2019年 - ハイメ・オルテガ（英語版）、枢機卿[13]、カトリック教会、元ハバナ大司教 （* 1936年）
- 2019年 - 西健一郎、和食料理人（* 1937年）
- 2019年 - ルシー・テイラー、声優（* 1944年）
- 2019年 - 山本治朗、実業家、元中国新聞社社主（* 1948年）
- 2020年 - オリヴィア・デ・ハヴィランド、女優（* 1916年）
- 2020年 - ハンス＝ヨッヘン・フォーゲル、政治家、元西ベルリン市長（* 1926年）
- 2020年 - 菊池長右ェ門、政治家、元岩手県宮古市長（* 1934年）
- 2020年 - 穂積良行、政治家（* 1935年）
- 2021年 - アルバート・バンデューラ、心理学者（* 1925年）
- 2021年 - ブラソ・デ・プラタ、プロレスラー、元UWA世界6人タッグ・世界タッグ王者、元CMLL世界ヘビー級・世界トリオ王者（* 1963年）
- 2022年 - ジェームズ・ラブロック、科学者、環境運動家、未来学者、ガイア理論提唱者（* 1919年）
- 2022年 - 浄空法師、僧侶（* 1927年）
- 2022年 - ウーリー・オルレブ、児童文学作家（* 1929年）
- 2022年 - 吉野良彦、大蔵官僚、元大蔵事務次官（* 1930年）
- 2022年 - 鈴木敬彦、実業家、第6代遠州鉄道社長（* 1934年）
- 2022年 - 石濱朗、俳優（* 1935年）
- 2022年 - オレクサンドル・ククルバ、空軍軍人（* 1994年）
- 2023年 - ランディ・マイズナー、シンガーソングライター、ベーシスト（* 1946年）
- 2023年 - シネイド・オコナー、歌手（* 1966年）
- 2024年 - シャルル・ジュリエ、小説家、詩人、劇作家（* 1934年）
- 2024年 - J・ボルジェス、芸術家、コルデル作家、詩人（* 1935年）
- 2024年 - 園まり、歌手 （* 1944年）
- 2024年 - 松川正則、政治家、元沖縄県宜野湾市長（* 1953年）

## 記念日・年中行事
- 独立記念日（ リベリア）
1847年のこの日、アメリカ合衆国の解放奴隷によって建国されたリベリアがアメリカから独立した。
- 独立記念日（ モルディブ）
1965年のこの日、モルディブがイギリスから独立した。
- モンカダ兵営襲撃記念日（ キューバ）
1953年7月26日にキューバ解放運動の端緒としてカストロ指揮下の学生らがモンカダ兵営を襲撃したことに由来。
- 幽霊の日（ 日本）
文政8年7月26日（新暦1825年9月8日）に鶴屋南北作の『東海道四谷怪談』が江戸・中村座で初演されたことに由来[14]。
- ポツダム宣言記念日（ 日本）
1945年のこの日に、日本に降伏を迫る「ポツダム宣言」が発表されたことに由来。当初、日本はこれを黙殺したが同年8月14日に受け入れて終戦した。
- エスペラントの日[15]（ 世界）
1887年のこの日に、ポーランドのルドヴィコ・ザメンホフ医師がエスペラントの学習書『Unua Libro』を刊行したことに由来。なお、日本国内では日本エスペラント協会の設立を記念した6月12日も「エスペラントの日」と呼ばれる[16]。